# Genísio
Genísio (mirandesisch: Zenízio) ist eine Ortschaft und Gemeinde im Nordosten Portugals. Der Ort gehört zu den Dörfern, in der die einzige Regionalsprache Portugals gesprochen wird, das Mirandesisch. Genísio ist von starker Abwanderung und Überalterung betroffen, wie die meisten ländlichen Ortschaften der Region.

## Geschichte
Funde belegen eine Besiedlung der Gegend seit der Bronzezeit. Die heutige Ortschaft entstand vermutlich im Verlauf der mittelalterlichen Reconquista.
Erstmals findet sich der Ort erwähnt in der Schenkungsurkunde von 1262, als Ruy Pays und Orraca Afonso das Gebiet an das Kloster Moreruela verkauften. Mit der Gründung des Bistums Miranda 1545 ging das Gebiet in den Besitz des Bischofs von Miranda do Douro über.
1680 wurde der Bischofssitz von Miranda nach Bragança verlegt. Genísio blieb seither eine Gemeinde des Kreises Miranda do Douro.

## Verwaltung
Genísio ist Sitz einer gleichnamigen Gemeinde (Freguesia) im Kreis (Concelho) von Miranda do Douro im Distrikt Bragança. In ihr leben 152 Einwohner auf einer Fläche von 29 km² (Stand 19. April 2021).
Zwei Ortschaften liegen in der Gemeinde:
- Especiosa
- Genísio